# Шампион, Морис (историк)
Мори́с Шампио́н (фр. Maurice Champion; 29 марта 1824 года, Париж — 17 декабря 1878 года, там же) — французский писатель-историк. Свои рассказы и критические заметки подписывал псевдонимом Гастон д’Арк.
Трудился секретарём историка Жан-Батиста Оноре Раймона Капфига.

## Творчество
- Главное его сочинение — историческое исследование о наводнениях, постигавших Францию с VI века (изд. 1858—1864), являющееся до сих пор реферативным трудом.
- «Frédéric Soulié, sa vie et ses oeuvres» (1847),
- «La fin du monde et les comètes» (1859) и др.